# Telefomin
Telefomin es un pueblo de la provincia de Sandaun en Papúa Nueva Guinea. El pueblo se creó iniciando la Segunda Guerra Mundial luego que Mick Leahy fuera asignado como ingeniero del aire en 1944 de los Estados Unidos contra Armada Imperial Japonesa cuya base se encontraba en Nueva Guinea.
El Río Sepik corre de oeste a sur este del pueblo. La Misión Bautista de Telefomin contiene un museo y fósiles que han sido encontrados en el área.
Los pobladores de Telefomin se caracterizan por el uso de enormes máscaras cónicas en los rituales de curación y se han elaborado diseños tradicionales para las entradas de sus casas.